# حميان

## أصل حميان
إن حميان هم قبائل عربية جاؤوا أثناء الهجرة الكبرى للهلاليين إلى شمال أفريقيا، وهم أسلاف القبائل التي تسكن بمشرية وجنوب تلمسان ومنطقة سيدي بلعباس وجنوب وهران اليوم.وشجرتهم هي: حميان ابن عقبة ابن يزيد ابن عيسى ابن زغبة ابن أبو ربيعة ابن نهيك ابن هلال ابن عامر ابن صعصعة ابن هوازن  ابن قيس ابن عيلان الناس ابن مضر ابن نزار ابن  معد  ابن عدنان  هناك أربعين أبا للوصول إلى سيد نا إسماعيل  ابن إبراهيم

## نسب قبيلة بني هلال
تنتسب إلى هلال بن عامر بن صعصعة بن معاوية بن بكر بن هوازن بن منصور بن عكرمة بن خصفة بن قيس عيلان بن مضر بن نزار بن معد بن عدنان. وهي بالتالي تنتمي الي قبيلة بني عامر التي تنتمي بدورها إلى هوازن بن قيس بن عدنان وهي من أكبر القبائل العربية، والمعروف ان قيس بن عيلان هي المناظر للقبائل اليمانية منذ القرن الأول للهجرة وكانت قبائل بني سليم وبني عامر هي السيد الحقيقي لبوادي الجزيرة العربية طيلة العهدين الأموي والعباسي، حميان هي فرع من بني يزيد، ابن عبس ابن الزغبة.

## بدايةالتغريبة الهلالية
في القرن الخامس الهجري/ الحادي عشر الميلادي. كان بنو هلال وبنو سليم يقيمون في المنطقة الممتدة بين الطائف ومكة، وبين المدينة ونجد، وشاركوا في الفتوحات العربية الإسلامية، ثم هاجروا إلى مصر في القرن الهجري الثاني، لينتقلون إلى شمال أفريقيا، وبخاصة في مرحلة الصراع مع الفاطميين.
استقرت هذه القبائل في شمال أفريقيا، واندمجت معها قبائل البرابرة التي تعربت هي أيضا حتى تداخلت أنساب القبائل العربية فيما بينها أو مع البربر. وشاركت هذه القبائل في الحروب والفتوحات والصراعات السياسية والعسكرية التي قامت في المنطقة وفي حوض المتوسط، وكان لها الأثر الحاسم في تعريب شمال أفريقيا.
وكان الفاطميون قبل رحيلهم إلى المشرق باتجاه مصر سنة 361 هـ عينوا على المغرب بلكين بن زيري عاملا لهم على البلاد، وتوارث أبناؤه الحكم، وفي عهد المعز بن باديس أظهر رجوعه للسنة وخروجه على الفاطميين وأعلن مبايعته للخليفة العباسي القائم في بغداد سنة 435 هـ فقام الفاطميون وبعد معارك لم تفلح في زجره ورده إلى البيت الفاطمي بإرسال قبائل بني هلال وبني سليم إلى بلاد المغرب لمعاقبته، فاستقر بهم الحال بمنطقة الهضاب وشمال الصحراء الجزائرية.

## سبب استقرار حميان في جنوب تلمسان
سبب وصول حميان إلى المنطقة. أنه كان ليغمراسن بن زيان ملك بني عبد الواد، قبائل من البدو من بني مكيل (أو بني معقل حسب النطق)- جيرانه الجنوبيين-، وباسقرارهم بأراضي أنقاد جنوب مملكته، قد ملؤوا البلاد بالفوضى والاضطرابات. قام هذا الملك باسقدام بني عامر وبني زيد من الصحراء، حتى يشكلوا ذرعا له من هته القبائل وليسلم من شرهم. ومع نزوح بني عامر قام حميان وهم فرع من قبيلة بني يزيد، بالانضمام إليهم، وبقوا في ذلك الإقليم حتى جاء أبو حمو الثاني من ملوك الزينيين، في سنة 760، وأنكل بهم وارسلهم إلى منطقة تسالة بجهة سيدي بلعباس حاليا. إلى أنه ظل مرعاهم يمتد من منطقة جنوب تلمسان حتى جبال الهيدور بالقرب وهران.
جزء من حميان فرع بني يزيد، استقر على هذه الأرض بمنطقة الحفرة والأماكن المحاذية لها (جهة وهران)، ولكن أكبر جزء الكبير تشتت في مختلف أمكن رعيهم وترحالهم ومن لم ينزح مع بني عامر لا زال يستقر بشمال الصحراء حتى يوما هذا.أصول قبائل حميان الحاليين، 

## فروع حميان
تتكون حميان من العروش الشراقة والغرابة وهم كالتالي: بكاكرة وسرور والسندان والغياترة وبني عقبة والمقان والمغاولية عكرمة ورزاينة وأولاد مبارك وأولاد منصورة وأولاد خليف وبني مطرف
والشراقة منهم الشقعة والجنبة والغرابة فيهم أولاد زياد وبني مطرف. 
حسب ابن خلدون: تعطي، لأصل حميان الشجرة العائلة التالية: 
- وجدت في مخطوطة من سعيدة لم يعرف أصلها بإن:

شافع تحمل اسم جدها وهو شافع بن عامر أما جنبة (الكلمة تعني الضلع) لأن هته القبيلة كانت دائما بجانب بني عامر ولم تفارقها أبدا.وقارنواشافع بالجمل، وجنبة بأضلاعه.في الأول كانتا كل من قبيلة بني عامر، وحميان تقطنان الصحراء، ثم انتقلوا إلى منطقة البيوض (بين مشرية والبيض)التي كانت تحت مملكة الزيانيين وملكها حمو الأخضر أو حمو الثاني. والذي كما تقدم كان أرسلت قبيلتان إلى تسالة (المكان الذي ما زالوا يسكنوه حتى اليوم)، في عام 762 ه
فأما في الصحراء ضل هناك فروع من بني عامر ومن حميان وبالتالي سمي الفرع من بني عامر بشافع والفرع من حميان بجنبة ما عدا بني مطرف فهم من شافع لأنهم من بني عامر وليسوا من حميان.
وعامر يرتفع نسبه إلى عامر بن زغبة بن علي ربيعة بن نهيك بن هلال
أما عكرمة فلهم أصل مختلف وليسوا بمن أولاد شافع.
انشرت خيام زغبة من بجاية شرقا حتى وجدة غربا.
وأما من كان شرق مدينة بجاية كانوا حميان شافع وغربها كنانت لخيان بني يزيد. أما بالنسبة لجنبة ولسندان ولعكرمة، فإنها هي 
حميان.لأن ثلاثة لها نفس الأصل بن عقبة بن يزيد بن عيسى بن زغبة.
وجدها المشترك مع بني عامر هو علي بن ربيعة بن ناهيك بن هلال.
فإن عكرمة هم إخوة جنبة وسندان ليسوا بشافع قبل وصولهم إلى بجاية فإن كانت في حالة حرب مع بني رياح هؤلاء تحالفوا مع بني عامر لمساعدتهم ضد جيانهم حميان
افهزموا حميان وفرضوا عليهم ضريبة سنوية تقدر ب 1000 كيس من الشعير.
ونتيجة للهزيمة غادر حميان مواقعهم مليئين بالحقد والضغينة فيما بينهم.
وحسب روياة بعض شيوخ القبائل لحميان تصبح روية أصل حميان كالآتي:
حميان بن عبس بن عقبة بن الزغبة. اريد شخصا جديرا بالثقة حماة تقاليد البلد، حميان التي أنجبت المجاميد، وبني كرز، لبني موسى، مربعة وخشنة كلهم من بني يزيد. فإن عكرمة، ابن عبس، هم اخوة حميان. القيادة الأولى كانت تهيمن عليها أولاد لاحق آنذاك في يد من ألولاد معافة، وأخيرا توجه إلى عائلة سعد ابن مالك، 
خرج رجل يدعى سيدي معمر بن عاليه، شقيق أحد شيوخ تونس، وغادر
واستقر بالمدينة عرباوة، حيث ووري بها. وكان قد جلب معه عبدان اسودان هما عكرمة ورزين ؛ ولد الثالث في الطريق، ولهذا سماه زياد. سيدي معمر ترك ولد اسمه سيدي عيسى والذي توفي عن عمر أربعة وثمانين عاما، وكان ن نسله ما يلي : بوليلة ولد عيسى، بولحية ولد بوليلة، ثم بوسماحة ولد بولحية وسي سليمان ولد بوسماحة، الذي قبره في بني ونيف.
ذهبت فرع منها إلى منطقة الشط ؛
وكان يسمى زعيمهم بأحمد. استقر إبنه بالخيثر ولكن ابن ابنه واسمه خليفة هو من أعطى اسم قبيلة أولاد سيدي خليفة. والذين رحل بعضهم إلى المشرية أين بنوا قصر هناك (قرب عيون الماء والجنان).
كما جاء العديد من القبائل والتحقوا باحد فروع حميان هناك فمن التحق بقبيلة رزين سموا بالرزاينة وعكرم أعطت العكرمة، الذي أقروا بقيادة زياد سموا بأولادزياد.
وسي سليمان بوسمحة أنجب ولدان: سي محمد بن سليمان، ودفن في الشلالة وسي أحمد بن المجدوب.
كل هذه الفروع مكنت أولاد سي أحمد بن مجدوب من طرد بني عامر إلى تسالة في يوم واحد كما يشاع،. سي أحمد بن مجدوب، دفن أولا بعسلة، ثم نقل قبره ناس الشلالة إلى جوار شقيقه ولا يزال مزارا هناك. وابنه محمد سيدي الشيخ، وهو من جد أولاد سيدي الشيخ. أما بالنسبة لبني عامر، وسعوا مناطق انتشارهم حتى وصلوا إلى الشمال
ولم يبقى من عامر في موطنه الأصلي سوى بكار، وكان ذو ثروة كبيرة ع كثير من قطعان المواشي واستقر بالشط الغربي أين عرف بكرمه الكبير حسن وفادة عظيمة ولكي يستميل إليه البدو القاطنين بجواره، زوجهم من بناته 
و. وهذه الأسر تشكل اليوم قبيلة البكاكرة. 
أما الدواوير اتلي شكلت أولاد سالم جدهم كان يسكن وجدة الموالك وجاؤوا من الساقية احمرة الصحراء الغربية والدعاشة من قرارة في الصحراء والرزازقة من رجلين من وهم علي ورزوق والأولاد رحمة، والعويصات :أولاد عويس 
من قبيلة الغنانمة من واد غريس (قرب معسكر)،والروابحة فرع من أولاد سيدي خليفة ؛ وأخيرا، محرات الذين يسكونون بالشمال.
ونظرا لهذه التركيبة يصبح من الخطأ اعتبار حميان كأصل واحد وأعضاء من نفس السلالة. دفعت لأسباب المختلفة هذه المجموعات من 
الالتقاء في مكان واحد، البعض تبع زعيمه، وآخر فر لشيء قد اقترفه في مكان ما والبعض الآخر
وسعى للهروب من وحشية أسيادهم، والبعض الآخر، بكيس وحبل، أراد أن يفتح مجال أوسع للسلب وروح المغامرة، أو للعثور على مزيد من الأراضي لمضعافة عدد قطعانه.

## وقفة مع التاريخ
لئن تركزت أنظار ابن خلدون على الجوانب السلبية «لمسلكية» قبائل بني هلال وبني سليم، إلا أن الواقع الذي كانت عليه تلك القبائل وخاصة الظروف القاسية التي كانت تمر بها في كل مرحلة من مراحل الهجرة، بالإضافة إلى الحصار الاقتصادي الذي يضرب عليهم من طرف الحكام، ومنها الحصار الذي فرض عليهم في مكة من طرف الشريف بن هاشم أمير مكة الذي طلب الزواج من الجازية فرضيت هذه الأخيرة بالزواج رغم عيوبه في سبيل فك الحصار الاقتصادي الذي يعاني منه أهلها.
إن ظروف الحياة الصعبة تجعل القبائل في تنقل مستمر فبني سليم كانت لهم تنقلات واسعة النطاق مع ماشيتهم في صحاري الحجاز بحثا عن مراعي لأغنامهم وكثيرا ما يصلون إلى حدود العراق والشام. وكانت لسليم وهلال محلات في حواضر العراق، إذ استقر بعضهم في نجد ولم يغادروها فظلوا هناك حتى القرن الرابع الهجري.
وقد عمل الخلفاء العباسيون على التصدي لهذه القبائل بجيشهم النظامي وأسر عدد كبير من أبناء القبائل عقابا على تمردهم وعلميات النهب ضد المسافرين والحجاج وأهل المدينة، وبرغم تشدد بني العباس ضد القبائل إلا أن ذلك لم يمنع أولئك الأعراب من مواصلة العنف والتطاول على الناس طوال القرن الرابع للهجرة.
ثم أن مسألة تدمير العمران التي وصم بها الهلاليون، والتي عمل المؤرخون الأوروبيون على نشرها، تكاد تكون مألوفة بالمغرب والمشرق على السواء، حيث تنتشر هنا وهناك القبائل البدوية بطبيعتها المنافية للعمران. فقد دمر العمران الذي عم المغرب في آخر العهد البيزنطي، من طرف الملكة البربرية الكاهنة في أثناء مقاومتها للفتح العربي. ويروي المؤرخون ان المغرب من طرابلس وحتى طنجة كان ظلا مستمرا بسبب كثافة البساتين، قبل تدمير الكاهنة، ودمر العمران في الحروب المذهبية بين الشيعة والإباضية في نهاية العهد الرستمي، ثم بين الإباضيين والاغالبة، ثم بين الإباضيين والزيريين، وبين الإباضيين والصفريين في طرابلس، وبين الشيعة وصاحب الحمار، والتدمير العمراني بالمشرق الذي نجم عن ثورات الخوارج والقرامطة والزنج والمذاهب الشيعية المختلفة ضد الأمويين والعباسيين والفاطميين، ثم التدمير المرعب الذي نجم عن اكتساح القبائل البدوية بقيادة هولاكو للعالم، كلها تشير بوضوح إلى ان عملية التدمير للعمران ليست من ابتكار الهلاليين، وليست مقصورة تاريخيا على تصرفات هذه القبائل العربية البدوية، وانما هي ظاهرة منتشرة بالعالم.

## لمصدر
1. ↑  الدكتور واطو، طبيب ومساعد القائد العسكري لقرارة الصحراوية 1جوان 1914 بتميمون.